# Nassinia pretoria
Nassinia pretoria là một loài bướm đêm trong họ Geometridae.